# Dietmar Friedhoff
Dietmar Friedhoff (nascido em 18 de junho de 1966) é um político alemão da Alternativa para a Alemanha (AfD) e desde 2017 membro do Bundestag.

## Vida e política
Friedhoff nasceu em 1966 na cidade de Hagen, na Alemanha Ocidental, e estudou engenharia eléctrica e tornou-se engenheiro graduado.
Friedhoff entrou na recém-fundada AfD em 2013 e tornou-se membro do bundestag em 2017.
Friedhoff é considerado parte da extrema direita do seu partido no seu estado natal, a Baixa Saxónia.
Friedhoff nega o consenso científico sobre as mudanças climáticas e polemiza contra a transição energética.